# لوكاس جوتكيقيشز
لوكاس جوتكيقيشز (بالإنجليزية: Lukas Jutkiewicz) (28 مارس 1989 ساوثهامبتون المملكة المتحدة - ) هو لاعب كرة قدم بريطاني، يلعب كمهاجم.

## روابط خارجية
- لوكاس جوتكيقيشز على موقع قاعدة بيانات كرة القدم.إي يو (الإنجليزية)
- لوكاس جوتكيقيشز على موقع Soccerbase.com (لاعب) (الإنجليزية)
- لوكاس جوتكيقيشز على موقع Soccerway.com (الإنجليزية)
- لوكاس جوتكيقيشز على موقع عالم كرة القدم.نت (الإنجليزية)
- لوكاس جوتكيقيشز على موقع AS.com (الإسبانية)